# Renegade (Big Red Machine)
Renegade è un singolo del gruppo musicale statunitense Big Red Machine, pubblicato il 2 luglio 2021 come terzo estratto dal secondo album in studio How Long Do You Think It's Gonna Last?. Il brano vede la partecipazione della cantautrice statunitense Taylor Swift.

## Classifiche
| Classifica (2021) | Posizione massima |
| ----------------- | ----------------- |
| Australia         | 70                |
| Canada            | 58                |
| Irlanda           | 53                |
| Regno Unito       | 73                |
| Stati Uniti       | 73                |